# Bonifatius’ Mission und Reform in Mitteldeutschland und Bayern

## Bonifatius’ Missionstätigkeiten in Hessen und Thüringen

### Die erste Romreise als Legitimierung seiner Mission
Nachdem der erste Versuch einer Friesland-Missionierung von Wynfreth (Bonifatius) ab Frühjahr 716 bis zum Abbruch Ende 716 nicht erfolgreich war, ging er zurück nach England und wurde dort ab 717 Abt im Kloster Nursling. Im Herbst 718 begab sich der inzwischen über vierzigjährige Wynfreth erneut auf das europäische Festland, um die Christianisierung heidnischer Völker weiter voranzutreiben. Begleitet wahrscheinlich von einigen Gefährten und einem Empfehlungsschreiben seines Freundes und Diözesanbischofs Daniel reise er nach Rom, wo er bis zum Mai des folgenden Jahres blieb und durch den Papst persönlich für seine Missionstätigkeit legitimiert werden wollte. Gregor II. (Papst von 715 bis 731) empfing ihn und ernannte ihn am 15. Mai 719 zum Missionar bei den Heiden. Einem alten Kirchenbrauch gemäß erhielt er einen neuen Namen und durfte sich fortan Bonifatius („der gutes Schicksal Bringende“) nennen. Dieses Privileg bedeutete gleichzeitig die Aufnahme in die engste Gemeinschaft mit der katholischen Kirche von Rom.
- Die erste Romreise von Bonifatius in der Vita Bonifatii Auctore Willibaldo

### Erste Missionstätigkeiten im Frankenreich nach der ersten Romreise
Auf der Rückreise besuchte Bonifatius den Langobarden-König Liutprand in Pavia, anschließend fanden kurze Aufenthalte in Bayern bei den Agilolfingern und in Thüringen statt (Quelle: Vita Bonifatii Auctore Willibaldo). In Bayern und in Thüringen fand er ein bereits missioniertes Land vor, das zum Teil jedoch noch vom Heidentum durchsetzt war. Thüringen besaß einzelne christliche Gemeinden, die Willibrord und andere angelsächsische und iroschottische Missionare gegründet hatten.
Nachdem der Friesen-König Radbod 719 gestorben war, nahm Willibrord die Friesen-Missionierung mit seinen Helfern, darunter Bonifatius, wieder auf. 721 kam es jedoch zu einem Zerwürfnis zwischen Willibrord und Bonifatius.

### Die Missionierung Oberhessens und die zweite Rom-Reise
Nach dem endgültigen Zerwürfnis mit Willibrord in Friesland entschied sich Bonifatius 721, nach Hessen zu den Chatten zu reisen. Dieser Schritt war für ihn ein Zwischenziel auf seinem Weg zur Missionierung der Sachsen.
In Ober- und Osthessen hatte die fränkische Kultur die Bewohner kaum erreicht. Sie hatten zwar bereits Berührung mit dem Christentum, praktizierten jedoch weiterhin ihre heidnischen Religionen. Auf der Amöneburg, dem zentralen fränkischen Stützpunkt im oberen Lahngau, traf Bonifatius Dettic und Deorulf. Die Brüder vollzogen ein Durcheinander heidnischer und christlicher Religiosität. Hier stieß Bonifatius auf ein Kernproblem seiner künftigen Missionsarbeit. Die eilige Missionierung seiner Vorgänger verursachte eine gewisse Oberflächlichkeit des Glaubens bei der Bevölkerung. Nach einer gründlichen Unterweisung der beiden Verwalter stiftete er in Amöneburg ein kleines Kloster und begann mit der Missionierung des Umfeldes. Bald hatte er eine größere Anzahl von Brüdern um sich versammelt. Er zog durch die Gegend und predigte das Evangelium, wobei ihm das schnelle Erlernen örtlicher Sprachen und Dialekte wesentlich dabei half, das Vertrauen der Bevölkerung zu erlangen.
Bei seiner Missionierung bediente er sich einer Methode, die schon von seinen Vorgängern angewendet wurde, aber nicht sehr erfolgreich war: Nach einer begeisternden Predigt taufte er die offensichtlich überzeugten Einwohner und hoffte darauf, dass die kirchliche Nacharbeit sie zu guten Christen machen würde. Dies konnte dauerhaft jedoch nur funktionieren, wenn er sich auf eine starke Machtposition stützen konnte. Aber gerade diese fehlte ihm. Daher sandte er seinen Landsmann Bynnan nach Rom, um dem Papst von den enormen Missionserfolgen in Hessen zu berichten. Er wurde daraufhin nach Rom eingeladen und nach mehreren Unterredungen und der Überprüfung seiner Glaubensfestigkeit am 30. November 722 zum Missionsbischof ohne festen Amtssitz geweiht. Damit bekleidete Bonifatius ein kirchliches Amt, dem sowohl geistliche, als auch weltliche Herrscher verpflichtet waren. Nun galt es, die erworbenen Befugnisse zu festigen und insbesondere die Zustimmung Karl Martells zu einer Reorganisation der fränkischen Kirche zu erlangen. Vom Papst erhielt er den Auftrag die kirchlichen Zustände in Thüringen und Hessen, in enger Verbindung zu Rom, zu ordnen und seine Missionsarbeit in das Gebiet der sächsischen Stämme zu tragen.

### Festigung der Machtposition und Fortsetzung der hessischen Mission
Nachdem Bonifatius aus Rom zurückgekehrt war, begab er sich im Frühjahr 723 zum fränkischen Hausmeier Karl Martell, um bei dem weltlichen Herrscher Rückhalt für seine künftige Missionsarbeit zu erhalten. Martell war sich durchaus darüber bewusst, welchen Nutzen eine funktionierende Kirchenordnung für die Stabilisierung seiner Macht haben konnte und gewährte ihm Schutz und Unterstützung. Dies war der entscheidende Schritt zu einer Mission, die nicht nur auf päpstlicher Legitimation beruhte, sondern auch von den weltlichen Herrschern getragen wurde.
Mit dieser Rückversicherung begab er sich erneut nach Hessen. 723 fällte er eine dem Gott Donar geweihte Eiche bei Geismar (Gäsmere). Aus dem Holz soll Bonifatius eine kleine Petruskirche errichtet haben, die zur Keimzelle eines Klosters und der darum entstandenen Stadt Fritzlar wurde. Derlei Aktionen garantierten Aufmerksamkeit, die sicherlich einen weitaus größeren Erfolg mit sich brachte, als Predigt und missionarische Kleinarbeit allein. In den nächsten beiden Jahren arbeitete er weiterhin an der Missionierung der Hessen.

### Rückkehr nach Thüringen
Im Jahre 725 verlagerte er seinen Missionsschwerpunkt wieder nach Thüringen, wo er sechs Jahre zuvor mit seinem Christianisierungsversuch gescheitert war. Zwei Jahre vor dem päpstlichen Auftrag an Bonifatius hatte Gregor II. verschiedene Briefe an das Volk der Thüringer und an die thüringische Herrscherschicht geschickt, in denen er dazu aufrief, dem Bischof Bonifatius Gehorsam zu leisten und ihn zu ehren. Zumindest konnte die nun wieder einsetzende Missionstätigkeit auf eine päpstliche Legitimation begründet werden. Wynfreth – Bonifatius war somit nicht mehr ein Missionar unter vielen. Er kam an seine alte Wirkungsstätte als Bischof und päpstlicher Gesandter.
Die Gründe für Bonifatius´ Rückkehr nach Thüringen liegen in seiner Einstellung zum päpstlichen Stuhl in Rom begründet: Bonifatius’ war der römischen Kirche und dem Papst treu ergeben und musste es als Schmach gesehen haben, den päpstlichen Missionsauftrag von 719 nicht erfüllt zu haben. Er wollte sein einmal begonnenes Werk vollenden. Zudem war Thüringen die letzte missionarische Herausforderung auf dem Weg zur Christianisierung der Sachsen. Ohne dieses Land zu bekehren, brauchte er gar nicht weiter nach Osten vorzudringen. Wichtig war vor allem die Arbeit im thüringischen Kerngebiet um Erfurt. Diese Region schien einigermaßen sicher vor den stetig anhaltenden Übergriffen der Sachsen im Norden. Bonifatius forderte zunächst die Stammesführer dazu auf, zum längst angenommenen Christentum zurückzukehren und die Vermischung des christlichen Glaubens mit heidnischen Riten zu unterlassen. Die Verhältnisse hatten sich also nicht geändert. Allerdings schien er auf einen gewissen Widerstand bei seiner Missionsarbeit gestoßen zu sein. Vermutlich haben christlich-keltische Priester versucht, das Werk des Bischofs zu verhindern. Letztendlich konnten sie aber gegen die Macht der römischen Kirche wenig ausrichten und so scheint es Bonifatius gelungen zu sein die kirchliche Opposition in Thüringen zu bewältigen. Allmählich mehrte sich die Zahl der Gläubigen und schon bald konnte er eine erste Missionszelle in Thüringen gründen: ein Kloster in Ohrdruf (Orthorpf), nördlich des Thüringer Waldes. Von dieser „Zentrale“ ausgehend, konnte er in den darauf folgenden Jahren mit der Christianisierung der Bevölkerung beginnen.

## Die Reform der bayrischen Kirche
Bonifatius hatte mit der weiträumigen Missionierung des Thüringer Landes seinen päpstlichen Auftrag erfüllt. Nun ging es darum, das Erreichte zu stabilisieren und den christlichen Glauben durch Institutionalisierung zu sichern. Wollten der Papst in Rom und der angelsächsische Missionar jedoch die bestehende, mangelhafte Kirchenordnung im Frankenreich und in Bayern reorganisieren, so bedurfte es zumindest einer Erweiterung der klerikalen Befugnisse für Bonifatius. Als Anerkennung für seine bis dahin geleistete Arbeit und zur qualifizierten Befähigung für kommende Aufgaben wurde er 732 durch den neu berufenen Papst Gregor III. zum Erzbischof ernannt. Damit hatte er das Recht, Bistümer zu gründen, Bischöfe zu weihen und bestehende Gebietseinteilungen der Kirche im Auftrag des Papstes zu verändern.

### Bonifatius’ Reisen nach Bayern und Rom
Im selben Jahr lud der bayrische Herzog Hugbert den Erzbischof in sein Reich. Bonifatius, dessen Werk ihm längst Anerkennung und Respekt eingebracht hatte, sollte in Bayern die Umgestaltung der dortigen Kirchenstrukturen leiten und somit eine, vom Frankenreich unabhängige bayrische Kirche schaffen.
Bayern war bereits christianisiert, so dass Bonifatius´ erste Reise dorthin als eine Visitation zu betrachten ist. Er besuchte viele Kirchen, wanderte umher und predigte mit viel Enthusiasmus. Es kam zunächst nicht zu einer Verständigung mit Hugbert über die künftige Ordnung der bayrischen Bistümer. Es ist durchaus möglich, dass der Herzog noch Bedenken hatte, dem fränkischen Erzbischof völlig freie Hand bei der Kirchenreform zu lassen. Bonifatius musste erkannt haben, dass er auch hier nicht ohne die Beteiligung der weltlichen Herrscher wirken konnte. Nach dem Tode Hugberts 736 schien sich die Situation zu bessern. Herzog Odilo hatte klare Vorstellungen über die beidseitige Zusammenarbeit. Er wollte eine striktere kirchliche Ordnung in seinem Land.
Bevor diese Herausforderung bewältigt werden konnte, reiste Bonifatius 737 zum dritten und letzten Mal nach Rom. Bonifatius hatte bereits einen gewissen Kultstatus erreicht und sein letzter Besuch in Rom lag 15 Jahre zurück. Wahrscheinlich diente dieser Aufenthalt einem Interessenaustausch, der vor allem durch den Amtsantritt des neuen Papstes unumgänglich war. Gregor III. beauftragte seinen wichtigsten Missionar nördlich der Alpen damit, die Kirchenorganisation in Bayern zu forcieren. Gleichzeitig ernannte er ihn zum Legaten für Germanien und damit zu seinem „Stellvertreter“. Bonifatius Arbeit wurde dadurch zu einem Politikum. Für die fränkischen Herrscher war er nun eine feste Institution, die man nicht ignorieren konnte und die päpstliche Weisung zur „Rückführung“ von abweichlerischen Gläubigen konnte für unkalkulierbare Reibungen zwischen weltlicher und geistlicher Gewalt führen.
Dieser Rombesuch stellte den eigentlichen Beginn der letzten Arbeitsphase im Leben des Bonifatius dar: der Reform der fränkischen Kirchenordnung.

### Die bayrischen Kirchenverhältnisse
Der bayrische Herzog Odilo war kirchlichen Angelegenheiten gegenüber aufgeschlossen. Schon vor Bonifatius’ Tätigkeit in seinem Reich hatte er damit begonnen, Kirchen zu bauen und entsprechend auszustatten. Er ließ die Abtei Niederaltaich an der Donau gründen und stiftete ein Kloster im Pongau. Die Stadt Salzburg und das Kloster Mondsee verdankten ihm ihre Besitzungen. Die bayrische Kirche war bisher ebenso unabhängig von ihm, wie von Rom. Eine feste Aufteilung in verschiedene Bistümer gab es nicht. Diese Konstellation wurde vor allem durch den bayrischen Adel begünstigt, der eine einheitliche Anbindung des Klerus an den Herzog mit eigenen Machteinbußen gleichsetzte. An eine Reform war daher noch nicht zu denken. Auch der fränkische Hausmeier Martell begrüßte den kirchlichen Zustand in Bayern. Schließlich war Odilo Führer aller Gegner der Arnulfinger und somit Rivale Martells.
Die Bevölkerung des bayrischen Herzogtums praktizierte den christlichen Glauben nicht nach der festen kirchlichen Sitte. Es gab beispielsweise Unregelmäßigkeiten in der Durchführung von Beichte, Abendmahl und Gottesdiensten. Ehen wurden ohne klerikale Mitwirkung geschlossen und der Bevölkerung sagte man eine Lasterhaftigkeit nach. Ähnliche Zustände hatte Bonifatius bereits in Thüringen gefunden, obwohl dort scheinbar niemand von den Missständen profitiert hatte.

### Kirchenorganisierung in Bayern
Bonifatius’ eigentliches Ziel, nämlich die Sachsenmission, war durch den neuen päpstlichen Auftrag in weite Ferne gerückt. Es galt nun, sich intensiv um die kirchlichen Belange in Bayern zu kümmern. Gregor III. schickte indes einen Brief an die bayrischen und alemannischen Herrscher, indem er ausdrücklich um Unterstützung für seinen neuen Legaten bat. Bonifatius wollte die dortige Kirchenordnung im Einvernehmen mit Herzog Odilo erfolgreich durchführen. Dieser empfing den Erzbischof und beide sondierten die jeweiligen Positionen. Schnell war klar, dass man, entgegen dem päpstlichen Wunsch, keine Synode in Bayern benötigte, um die Verhältnisse zu klären.
Zunächst wurde damit begonnen, die vermeintlichen Kirchengegner in Bayern unschädlich zu machen. Gemeint waren örtliche Geistliche, die den christlichen Glauben nicht „Rom-konform“ praktizierten oder sich selbst in Ämter erhoben hatten. Daran anknüpfend wurde eine kirchliche Teilung Bayerns in vier Sprengel durchgeführt. Einige Ansatzpunkte für diese Aufteilung waren bereits vorhanden. Durch das Zusammenwirken lokaler kirchlicher Traditionen mit zeitweiligen politischen Aufgliederungen Bayerns waren Regensburg und Salzburg schon seit Jahrhunderten, Freising seit zwei Generationen Sitze von Klosterbischöfen. In Passau residierte sogar der päpstlich geweihte Vivilo. Bonifatius setzte in jeder Diözese einen Bischof ein: Gaubald in Regensburg, Erembercht, der Schüler von Korbinian, war seit dessen Tod im Jahre 730 Bischof in Freising und blieb es auch weiter, und Johannes in Salzburg. Vivilo blieb Bischof von Passau. Diese äußere Ordnung konnte allerdings nur eine Grundlage für eine weiterführende Organisation des bayrischen Kirchenwesens sein, denn zu stark gerieten kanonisch-universalkirchlich geprägte institutionelle Norm und ein lebendiges, aber ungeregeltes Missionskirchentum aneinander, als dass formale Neuerungen zu einer tief greifenden Veränderung hätten führen können. Dennoch war in kürzester Zeit Wichtiges gelungen, auch wenn von einer geordneten Durchdringung des kirchlichen Lebens der Bevölkerung noch nicht gesprochen werden konnte.
Bonifatius gelang mit der formalen, kirchlichen Neuordnung Bayerns die Schaffung einer päpstlich legitimierten Landeskirche und damit die Ausweitung des römischen Einflusses auf Teile des Frankenreiches. Des Weiteren lag die Neuordnung der bayrischen Kirche auch im Sinne der weltlichen Herrscher. Odilo konnte in seinem Machtbereich nun eine moderne kirchliche Organisationsstruktur vorweisen, und der Frankenherrscher Karl Martell wusste, dass die fränkische und die bayrische Kirche verbunden blieben.

## Die Endphase der Missionierung in Hessen, Thüringen und Franken

### Das Concilium Germanicum
Das Jahr 741 brachte große Veränderungen für die Missions- und Reformtätigkeit des Bonifatius. Durch den Tod Karl Martells kam es zu einer Herrschaftsteilung seiner Söhne Karlmann (Ostfranken) und Pippin dem Jüngeren (Westfranken). Beiden war an einer engen religiösen Bindung an Rom gelegen und so waren sie auch damit einverstanden, die bisher vom grundbesitzenden Adel dominierte Staatskirche in eine romtreue Landeskirche zu transformieren. Die Grundlage dafür sollte das Concilium Germanicum bilden.
Am 21. April 742 traten einige fränkische Bischöfe unter der Leitung von Bonifatius und Karlmann in Austrien zum Concilium Germanicum zusammen. Der fränkische Herrscher verurteilte dort den „frevelhaften Umgang“ mit Kirchengut durch seinen Vater Karl Martell und kündigte allen Bischöfen den Kampf an, die dem künftigen Kirchenkurs nicht folgen würden.
Es wurde beschlossen, dass jährlich Synoden abgehalten werden sollten, damit die Ordnung der Kirche aufrechterhalten und die Amtseinführung der Priester kontrolliert werden konnte.

### Die Bistümer Büraburg, Würzburg und Erfurt/Eichstätt
Unmittelbar nach diesen Beschlüssen begann Bonifatius mit ihrer Umsetzung. So wie er in Bayern bereits das Kirchenwesen organisiert hatte, richtete er auch im hessisch-thüringischen Missionsland feste Diözesen ein. Bonifatius erklärte die Festung Büraburg zum Bischofssitz für Nord- und Osthessen. Dieser strategisch sichere Ort war mit Bedacht gewählt. Bischof wurde Witta, ein angelsächsischer Gefährte. Für Ostfranken sollte Würzburg als Sitz eines Bischofs dienen. Hier wurde Buchard, ebenfalls ein Gefährte Bonifatius´, Bischof. Für Thüringen wurde Erfurt zum Bischofssitz gewählt, da sich die Stadt in der Nähe des Klosters Ohrdruf befand. Bonifatius’ enger Vertrauter Willibald wurde Erfurter Bischof.
Im Sommer 742 wurden alle drei Bischöfe geweiht. Damit hatte Bonifatius sein Ziel in Mitteldeutschland erreicht. Das Land war nicht nur missioniert, sondern offensichtlich auch dauerhaft organisiert. Noch im selben Jahr setzte er Rom über die getroffene Diözeseneinteilung in Kenntnis. Der Papst sollte die neuen Bistümer legitimieren. Die päpstlichen Bestätigungsbullen trafen 743 ein. Der neue Papst Zacharias bestätigte die Ernennungen und rief Bonifatius zur Kontrolle der korrekten Religionsausübung in diesen Regionen auf. Diese Mahnung war nicht unbegründet, denn Erfurt musste wegen der gefährlichen Lage zu den Sachsen bald wieder aufgelöst werden. Willibald wurde stattdessen zum Bischof von Eichstätt geweiht, das nun neuer Bistumssitz wurde. Mit der Gründung der drei Bistümer in Hessen, Thüringen und Franken war Bonifatius’ ursprüngliche Missionsarbeit abgeschlossen. Er erreichte nicht nur die Christianisierung dieser Länder, sondern letztlich auch noch deren kirchenorganisatorische Festigung.